# Yves Hermann Ekwalla
Yves Hermann Ekwalla (* 9. Mai 1990 in Douala) ist ein kamerunischer Fußballspieler.

## Karriere
Yves Hermann Ekwalla stand bis Juni 2009 in Kamerun beim Panthère Sportive du Ndé FC in Bangangté unter Vertrag. Am 1. Juli 2009 wechselte er zum Fovu Club de Baham nach Baham. Im Januar 2011 ging er nach Asien. Hier unterschrieb er in Thailand einen Vertrag beim Erstligisten Buriram PEA. 2011 feierte er mit dem Verein aus Buriram die thailändische Meisterschaft. Im gleichen Jahr stand er mit PEA im Endspiel des FA Cup. Das Finale gegen Muangthong United gewann man mit 1:0 n. V. Im darauffolgenden Jahr gewann man das FA-Cup-Finale gegen Army United mit 2:1. 2013 zog es ihn nach China. Hier spielte er bis 2018 für Chongqing Liangjiang Athletic, Qingdao FC, Guizhou FC, Xinjiang Tianshan Leopard und Dalian Transcendence FV. Von Januar 2019 bis Juli 2019 war er vertrags- und vereinslos. Der kanadische Verein CS Longueuil aus Longueuil verpflichtete ihn am 1. August 2019.

## Erfolge
Buriram PEA
- Thailändischer Meister: 2011
- Thailändischer Pokalsieger: 2011, 2012